# Okręg wyborczy nr 16 do Sejmu Polskiej Rzeczypospolitej Ludowej (1989–1991)
Okręg wyborczy nr 16 do Sejmu Polskiej Rzeczypospolitej Ludowej (1989–1991) obejmował województwo chełmskie. W ówczesnym kształcie został utworzony w 1989. Wybieranych było w nim 4 posłów w systemie większościowym.
Siedzibą okręgowej komisji wyborczej był Chełm.

## Wybory parlamentarne 1989

### Mandat nr 61 –Polska Zjednoczona Partia Robotnicza
| Kandydat | I tura | I tura | II tura | II tura |
| Kandydat | Głosów | %      | Głosów  | %       |
| --- | ------ | ------ | ------- | ------- |
| Tadeusz Badach                                                                                                | 17 281 | 19,41  | 18 222  | 38,33   |
| Artur Sitnik                                                                                                  | 16 049 | 18,03  | 15 265  | 32,11   |
| Stefan Wojtaszuk                                                                                              | 12 903 | 14,49  | —       | —       |
| Marian Rycak                                                                                                  | 9259   | 10,40  | —       | —       |
| Liczba głosów ważnych: 89 039 (I tura) • 47 534 (II tura) Źródło: Państwowa Komisja Wyborcza I tura i II tura |        |        |         |         |

### Mandat nr 62 –Zjednoczone Stronnictwo Ludowe
| Kandydat | I tura | I tura | II tura | II tura |
| Kandydat | Głosów | %      | Głosów  | %       |
| --- | ------ | ------ | ------- | ------- |
| Jan Flis | 18 789 | 21,30  | 12 617  | 27,19   |
| Zygmunt Karczewski                                                                                            | 28 228 | 22,05  | 29 297  | 63,15   |
| Czesław Ćwik                                                                                                  | 11 409 | 12,93  | —       | —       |
| Janusz Tarniewski                                                                                             | 9302   | 10,55  | —       | —       |
| Liczba głosów ważnych: 88 214 (I tura) • 46 395 (II tura) Źródło: Państwowa Komisja Wyborcza I tura i II tura |        |        |         |         |

### Mandat nr 63 – bezpartyjny
| Kandydat                                                         | Głosów | %     |
| ---------------------------------------------------------------- | ------ | ----- |
| Eugeniusz Ujas                                                   | 55 401 | 60,43 |
| Urszula Hus                                                      | 16 356 | 17,84 |
| Edward Flis                                                      | 7098   | 7,74  |
| Edward Hołub                                                     | 4681   | 5,11  |
| Liczba głosów ważnych: 91 675 Źródło: Państwowa Komisja Wyborcza |        |       |

### Mandat nr 432 –Zjednoczone Stronnictwo Ludowe
| Kandydat                                                         | Głosów | %     |
| ---------------------------------------------------------------- | ------ | ----- |
| Zdzisław Zambrzycki                                              | 17 524 | 36,94 |
| Jan Stoksik                                                      | 11 788 | 24,85 |
| Liczba głosów ważnych: 47 438 Źródło: Państwowa Komisja Wyborcza |        |       |